# Baoulština
Baoulština (Baoulé, baoulsky wawle) je jazyk kmene Baoulů, jedná z hlavních etnických skupin Pobřeží slonoviny. Počet mluvčích se odhaduje na 5 milionů. V rámci Pobřeží slonoviny je baoulština rozšířena především v jižní a střední části státu, především v regionech Lacs, Lagunes, Gôh-Djiboua, Sassandra-Marahoué, Vallée du Bandama, Woroba a Yamoussoukro.
Lingvisticky se baoulština řadí do velké jazykové rodiny nigerokonžských jazyků (jejíž existence je ovšem některými lingvisty zpochybňována), v rámci které se řadí do podskupin atlantsko-konžských jazyků, jazyků volta-kongo a jazyků kwa. Blízkými jazykem baoulštině je anyin, do kterého některé baoulské dialekty volně přecházejí. Dalšími podobnými jazyky je také akanština, ale i sehwi a nzema.
Baoulština se zapisuje latinkou, baoulskou abecedu vyvinul Institut aplikované lingvistiky Pobřeží slonoviny v roce 1979.
V roce 1998 byla do baoulština přeložena Bible.

## Ukázka jazyka
Článek 1 Všeobecné deklarace lidských práv v baoulštině:
| „ | Sran mun be ngba, kε be wu be ɔ, be ngba be sε, fɔndi nun, sran-mmala nun. Be si akundanbu, be si su ɔ fata kε sran mun be tran'n, be tran aniaan nun tranlε. | “ |

Český překlad:
| „ | Všichni lidé rodí se svobodní a sobě rovní co do důstojnosti a práv. Jsou nadáni rozumem a svědomím a mají spolu jednat v duchu bratrství. | “ |